# Јован
Јован и Иван (стсл. Їωан) су словенске варијанте старог јеврејског имена Јехоханан (хебр. יהוחנן), што значи: „Јахве је милосрдан“.
Име је посредством Библије постало веома распрострањено у својим варијацијама на различитим језицима.

## Историјат
Име Јован је произашло из латинског имена Јоханес (Johannes), које је дошло од грчког имена: Јоханес (Ιωαννης), а оно од хебрејског имена Јоханан (יוחנן). У енглеском говорном подручју име Џон се почело користити у 11. веку са доласком Нормана.

## Варијације имена
- Јехоханан (хебрејски: יהוחנן Yəhôḥānān)
- Јоханан (хебрејски: יוחנן Yôḥānān)
- Ховханес (јерменски: Հովհանես Hovhanes), деминутив: Ховик (Հովիկ Hovik)
- Јахја (арапски: يحيى, يوحنا, турски: Yahya и персијски: یحیی Yahyā)
- Јехја (азерски: Yəhya, Yühənna)
- Џоханан (енглески старозаветно: Johanan)
- Јоанис (старогрчки: Ιωαννης Ioannis, Iōhannēs, Iōannēs), женски облик Јоана (Ιωαννα Ioanna)
- Јанис (новогрчки: Γιαννης Yannis, Γιαννη Yanni, Γιαννος Yannos), женски облик: Γιαννα (Yanna)
- Јоанес (латински: Ioannes), женски облик: Јоана (Ioanna)
- − (албански: Gjon)
- Шуан (астуријски: Xuan)
- Иван (бугарски: Яни, Янко, Йоан, Иван, женски облик: Яна, Яница, Йоана, Ивана)
- Џован (корнишки: Jehan, Jowan, Jowann)
- Шан (галицијски: Xoán)
- Јохан (немачки: Johannes, Johann, Joann, женски облик: Johanna, Joanna)
- Јан (чешки: Jan деминутив: Jenda, Jeníček, женски облик: Jana, деминутив: Janička)
- Јан, Јохан (дански/холандски/шведски: Jan, Jonny,Johan)
- Џон, Џони (енглески: John, деминутив: Johnny)
- Џек (Jack), ирски деминутив од Џон
- Јохано (Есперанто: Johano)
- Јука, Јани (фински: Jukka, Johannes, Juhana, Juhani, Juha, Juho, Jussi, Hannes, Hannu, Janne, Jani, женски облик: Johanna, Jonna)
- Жан (француски: Jean, деминутив: Jeannot, женски облик: Jeanne, женски облик у деминутиву: Jeannette)
- Шан ирски: галски и галско шкотски - Seán (англикански облик: Eóin и Shane), Seathan (англикански облик: Eathain, Iain, Ian и Eóin), женски облик: Sine (англикански облик: Sheena), женски облик у деминутиву: (Jeanne) Sinéad, женски облик у деминутиву: (Jeannette) Siobhán)
- Шон (енглески: Shawn, Shaun, Chaun), (велшки: Siôn, женски облик: Siân)
- Ханс (немачки: Hans деминутив од Јоханес Johannes)
- Јон (исландски: Jóhannes, деминутиви: Jóhann, Jón, Jens, Hannes, Hans, женски облици: Jóhanna и Jensína, женски облик у деминутиву: Jónaи Hansína
- Јанис (летонски: Jānis)
- Јонас (литвански: Jonas)
- Јан (пољски: Jan)
- Јан (словачки: Ján)
- Јанек (пољски: деминутив: Janek, Jasie, Jaś, Jasio)
- Јанез (словеначки: Janez, деминутив: Anže, женски облик: Jana)
- Јанош (мађарски: János, деминутиви: Jani, Jancsi или на боло који од претходних додати речицу ка, пример: Јаношка)
- Ијанку румунски: Iancu)
- Ђовани (италијански: Giovanni, женски облик: Giovanna)
- Ђани (италијански: diminutive Gianni, Nanni, Nino, Gianna, Vanna, Nina)
- Јохане (јапански: ヨハネ (Yohane) или ジョン (Jon))
- Јуехан (мандарински: 約翰 Yuēhàn)
- Иок (тајвански: Iok-hān (протестански), Jio̍k-bōng (католички))
- Жоао (португалски: João, женски облик: Joana)
- Хуан (шпански: Juan, женски облик: Juana, женски облик у деминутиву: Juanita)
- Овен (велшки: Owen, Owain, Ieuan, Evan, Jones (презиме), Ioan, Iwan)
- Јан (белоруски: Ян, Янка и Иван)
- Јоан (бугарски: Йоан, женски облик: Йоана)
- Иван (бугарски: Иван, женски облик: Ивана), (хрватски: Ivan, Ivo, Ivica, Ivek, женски облик: Ivana и Vanja, које може бити и мушко и женско име), (руски: Иван, деминутив: Ваня (Вања), женски облик: Ивана), (српски: Иван, женски облик: Ивана, Иванка и такође Вања), словачки: Ivan, женски облик: Ivana, Ivanka, (словеначки: Ivan, женски облик: Ivana, такође Vanja), (украјински: Іван (Иван), деминутив: Івась (Ивас), Івасик, (Ивасик), женски облик: Іванна (Ivanna)
- Јан (пољски: Jan, женски облик: Janina, Joanna)
- Јон (румунски: Ion, Ioan, деминутив: Ionel, Ionuţ, Nelu, Ionică женски облик: Ioana, деминутив: Oana)
- Еван (енглески: Ewan, Evans (презиме), Ivan)
- Јован (српски: Јован, женски облик: Јована или Јованка, мушки надимци: Јоца, Јова женски надимци: Јокси, Јоксица, Јокица, Јоцика, Јоца, Јока)
- Јоханен (израелски хебрејски : יוחנן (Yochanan)
- Ијан (Ian)(Шкотски језик)
- Еван (Evan) (Велшки језик)

## Познате личности
- Јован Крститељ
- Апостол и Јеванђелист Јован
- Јован Урош, син Епирског цара Симеона Немањића. Владао је од 1371. до 1372. године Епиром као цар
- Јован Бранковић, српски деспот (1496-1502)
- Јован Младеновић
- Јован Стојковић, војвода Бабунски
- Јанош Запоља (мађ:Zápolya János), Јанош I. мађарски краљ
- Јанош Жигмонд (мађ:János Zsigmond), ердељски владар, Јанош II. мађарски краљ
- Јанош Кадар (мађ:Kádár János) мађарски политичар
- Јанош Хуњади, Јанко Сибињанин (мађ:Hunyadi János), мађарски гувернер, ердељски принц, војни вођа,
- Јанош Дамјанић (мађ:Damjanich János), српског порекла, учесник мађарске револуције 1848. године
- Јохан Себастијан Бах (Johann Sebastian Bach), композитор
- Ђовани Бокаћо - (Giovanni Boccaccio), писац
- Јоханес Брамс (Johannes Brahms) немачки композитор
- Џон Голсворди (John Galsworthy), енглески писац
- Јохан Волфганг Гете (Johann Wolfgang Goethe), немачки писац, стваралац
- Џон Ленон (John Lennon), члан Битлса, музичар, певач и композитор
- Јохан Штраус (Johann Strauss) аустријски композитор
- Јован Ердељановић (Панчево 30. октобар 1874 – Београд 12. фебруар 1944), српски етнолог
- Жан Пол Сартр, француски филозоф
- Јован (војсковођа)